# Nordägäischer Schelf

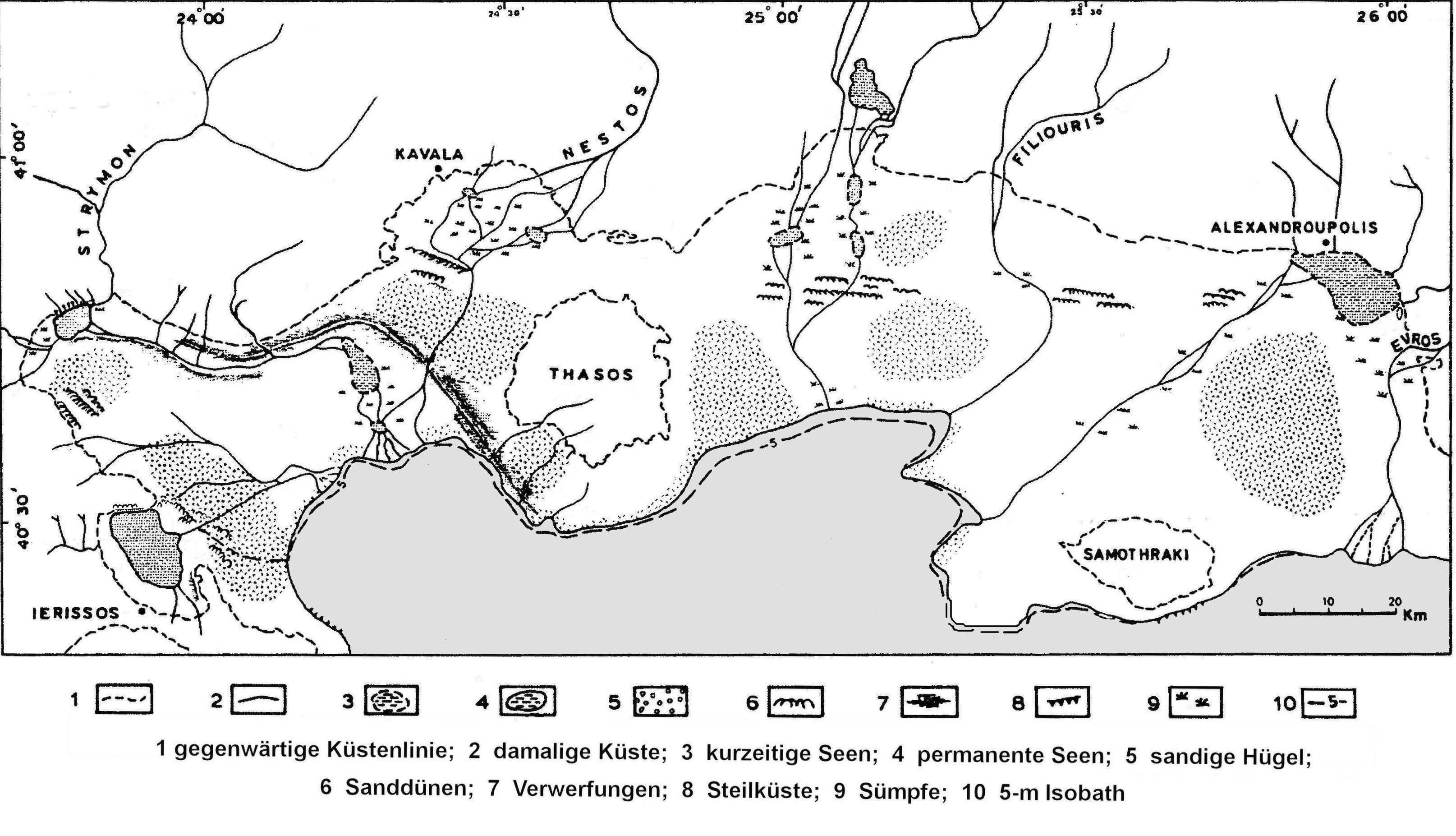
Nordägäischer Schelf, um etwa 14.000 (oder etwa 16.000) v. Chr.

Der nordägäische Schelf erstreckt sich von der Ostküste der Halbinsel Chalkidike aus nach Osten entlang der mazedonischen und thrakischen Küste Griechenlands. In diesem Ierissos-Alexandroupoli-Schelfbereich stellte sich im Spät-Pleistozän, um etwa 14.000 oder 16.000 v. Chr., gegen Ende der Kaltzeit, ein maximaler Tiefstand des Meeres von etwa −120 Metern ein. Etwa 5300 Quadratkilometer des Nordägäischen Schelfbereichs lagen trocken und waren der Erosion ausgesetzt.
Zwei größere Seen hatten sich im Golf von Ierissos und am Strymonas gebildet, einige kleinere Seen waren nur zeitweise vorhanden. Der Nestos hatte sich westlich von Thasos mit dem Strymonas vereinigt und mündete auf dem äußeren Strymonas-Plateau ins Meer. Der westliche Teil der Schelfebene war zum großen Teil von Sanddünen, langgezogenen höheren Sandhügeln an Bruchkanten, und von einigen Sumpfgebieten bedeckt. Auf dem flachen Samothraki-Plateau befanden sich Dünen, Marschen und außer den bedeutenderen Flüssen Evros- und Filiouris eine Anzahl kleinerer, regionaler Flüsse. Die gesamte Schelfebene wurde überragt von den steilaufsteigenden Erhebungen des Ipsarion (1204 m) im Bereich von Thasos und des Fengari (1624 m) im Gebiet von Samothraki. Die Eisschmelze und der postglaziale Anstieg der Meere setzte ein.

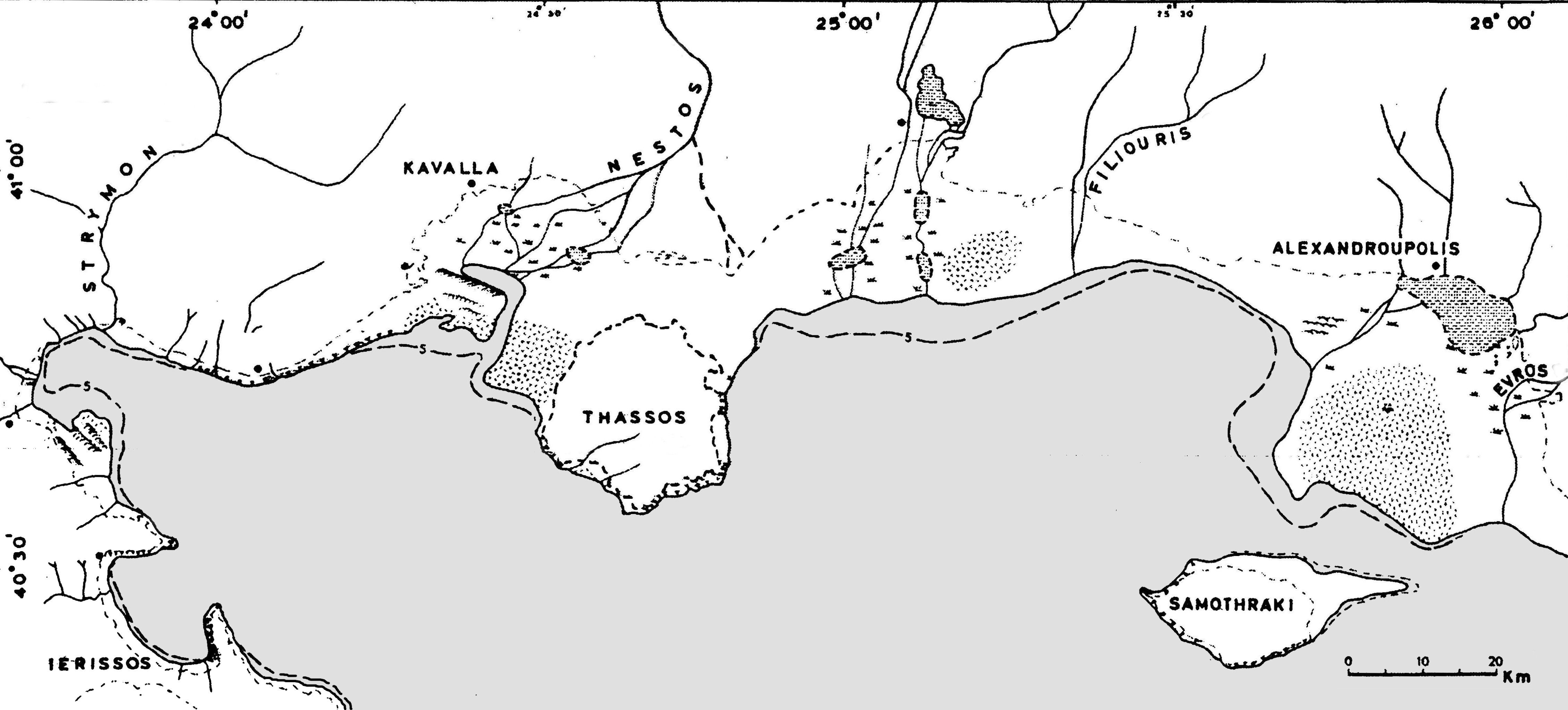
Nordägäischer Schelf um etwa 10.500 v. Chr.

In der frühen Periode der Eisschmelze hob sich der Meeresspiegel nochmals um etwa 50 Meter, um schließlich etwa 13.000 v. Chr. einen Stand von −70 Meter zu erreichen, womit ca. 30 Prozent des früher trockenen Schelfs überflutet wurden. Die Seen in den Golfs von Ierissos, Strymon und Kavala waren flacher geworden. Der Golf von Kavala und der anschließende Ostteil des Strymon-Plateaus lagen nur noch zehn Meter über dem Meeresspiegel, während der westliche Teil des Plateaus bereits unter Wasser lagen. Entlang den Flussmündungen von Strymon, Nestos und Filiouris drang das Meer tief ins Land ein. Damit mündeten der Strymonas jetzt im Nordwesten in den Strymonikos-Golf, der Nestos westlich von Thasos direkt in den Golf. Das Meer reichte bereits auf wenige Kilometer an die heutige südliche Küstenlinie von Thasos heran. Thasos und Samothraki zeichneten sich bereits als Halbinseln ab.
Nach der ersten starken Eisschmelze und dem entsprechenden Meeresanstieg ereignete sich eine kalte Zwischenperiode und der Meeresanstieg blieb auf maximal 20 Meter beschränkt. So lag der Meeresspiegel am Übergang von Pleistozän zum Holozän, um etwa 10.500 v. Chr., bei etwa −50 Metern. Innerhalb dieses Anstiegs wurde ein beträchtlicher, sehr flacher Teil des Schelfs überflutet, sodass sehr viel Land an das Meer verloren ging. Die Küstenlinie verlief in Bereichen mit steilen Abhängen bereits entlang ihrer heutigen Position, so auch in der Südhälfte von Thasos zwischen Skala Kalirachis und Skala Potamias. Der Golf von Ierissos und der Strymonische Golf erreichten nahezu ihre heutige Form. Im Golf von Kavala drang das Meer entlang des Flusslaufes des Nestos kanalartig bis in das tektonische Kavala-Becken ein. Ein weites Eindringen des Meeres fand auch auf dem Samothraki-Plateau statt. Die Insel wurde durch einen Meereskanal vom Festland abgeschnitten.
Nach 10.500 v. Chr. setzte der schnelle Anstieg des Meeresspiegels wieder ein und lag etwa um 7.500 v. Chr. nur noch 15 Meter unter der heutigen Position. Die Küstenlinie befand sich zu dieser Zeit nahe der heutigen. Sande und Kiese, eingetragen durch die zuströmenden Flüsse; diese formten in Küstennähe mächtige Ablagerungen von holozänen Sedimenten. Der feine Sediment-Eintrag war durch Meeresströmungen über einen weiten Bereich verteilt und überdeckte teilweise die groben Ablagerungen der überschwemmten Flusskanäle und -täler. Vom Nestos abgelagerte Sedimente füllten seine Mündungsarme und der Flusslauf änderte sich von südwestlicher in südöstliche Richtung. Thasos wurde vom Festland getrennt. Der schnelle Meeresanstieg verlangsamte sich etwa ab 7500 v. Chr. Erst über die letzten Jahrtausende ist die derzeitige Position der Küstenlinie erreicht worden.